# Панютино (Новгородская область)
Панютино — опустевшая деревня в Шимском районе Новгородской области в составе Подгощского сельского поселения.

## География
Находится в западной части Новгородской области на расстоянии приблизительно 11 км на юг-юго-восток по прямой от районного центра поселка Шимск.

## История
На карте 1840 уже была отмечена. В 1909 году здесь было учтено 30 дворов.

## Население
Численность населения: 142 человека (1909), 1 (русские 100 %) в 2002 году, 0 в 2010.